# Hieracium prenanthoides
Lo sparviere a foglie di Prenanthes (nome scientifico  Hieracium prenanthoides  Vill., 1779) è una specie di pianta angiosperma dicotiledone della famiglia delle Asteraceae.

## Etimologia
Il nome del genere deriva dalla parola greca hierax o hierakion (= sparviere, falco). Il nome del genere è stato dato inizialmente dal botanico francese Joseph Pitton de Tournefort (1656 - 1708) rifacendosi probabilmente ad alcuni scritti del naturalista romano Gaio Plinio Secondo (23 - 79) nei quali, secondo la tradizione, i rapaci si servivano di questa pianta per irrobustire la loro vista. L'epiteto specifico (prenanthoides) indica una somiglianza, nelle foglie, con il genere di piante Prenanthes.
Il nome scientifico della specie è stato definito dal botanico Domínique Villars (1745-1814) nella pubblicazione " Prospectus de l'Histoire des Plantes de Dauphiné" ( Prosp. Hist. Pl. Dauphiné 35) del 1779.

## Descrizione

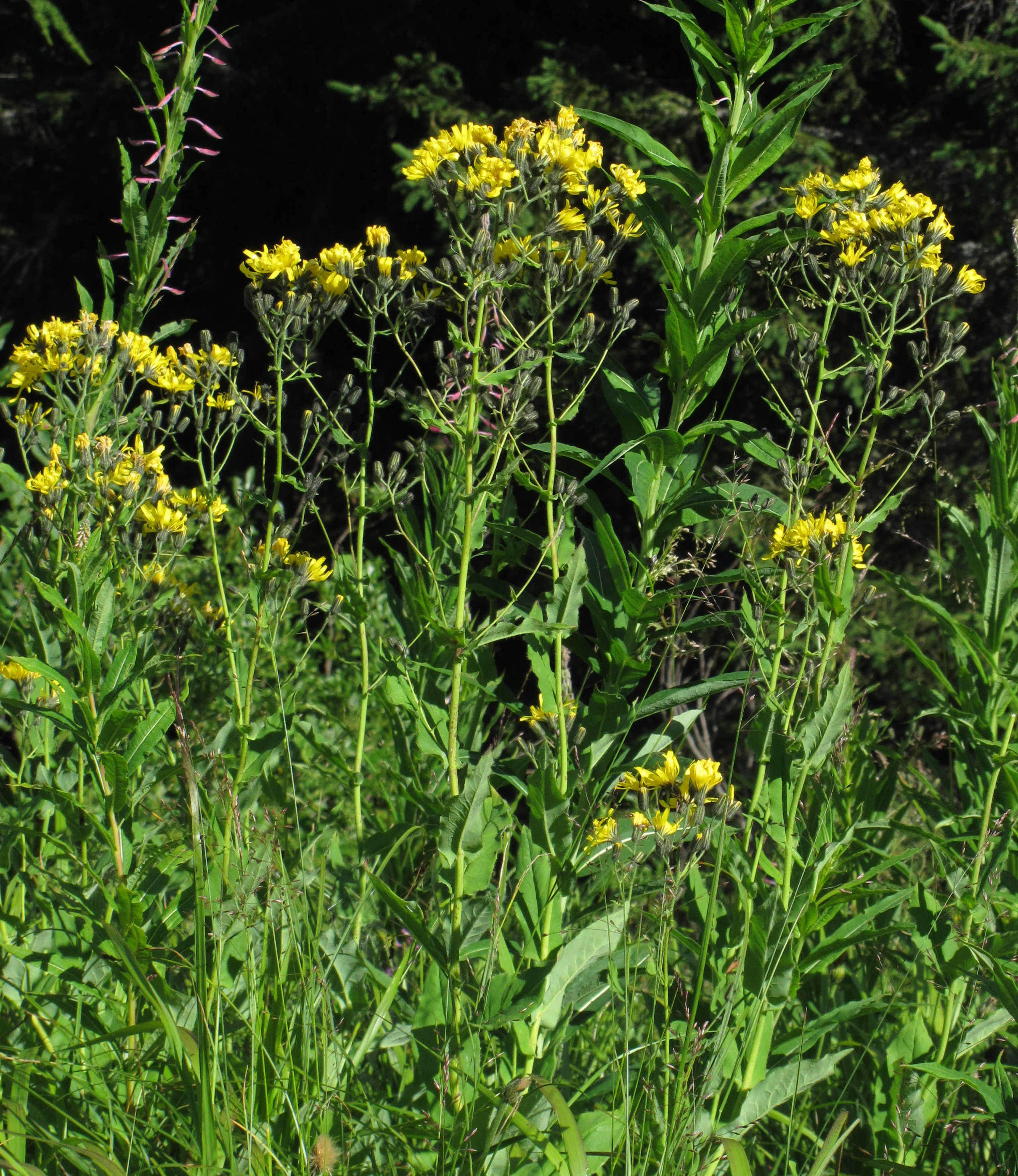
Il portamento

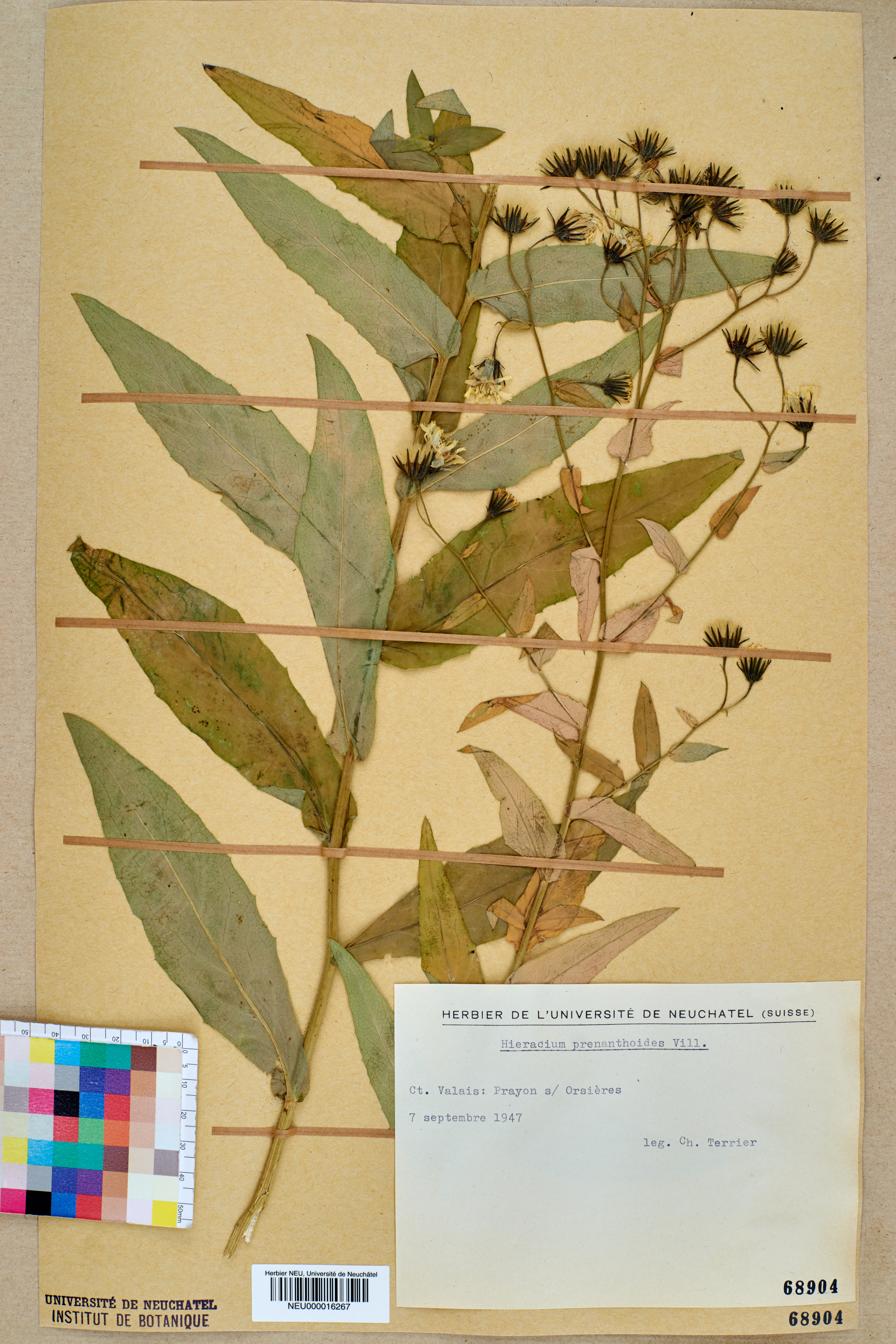
Le foglie e l'infiorescenza

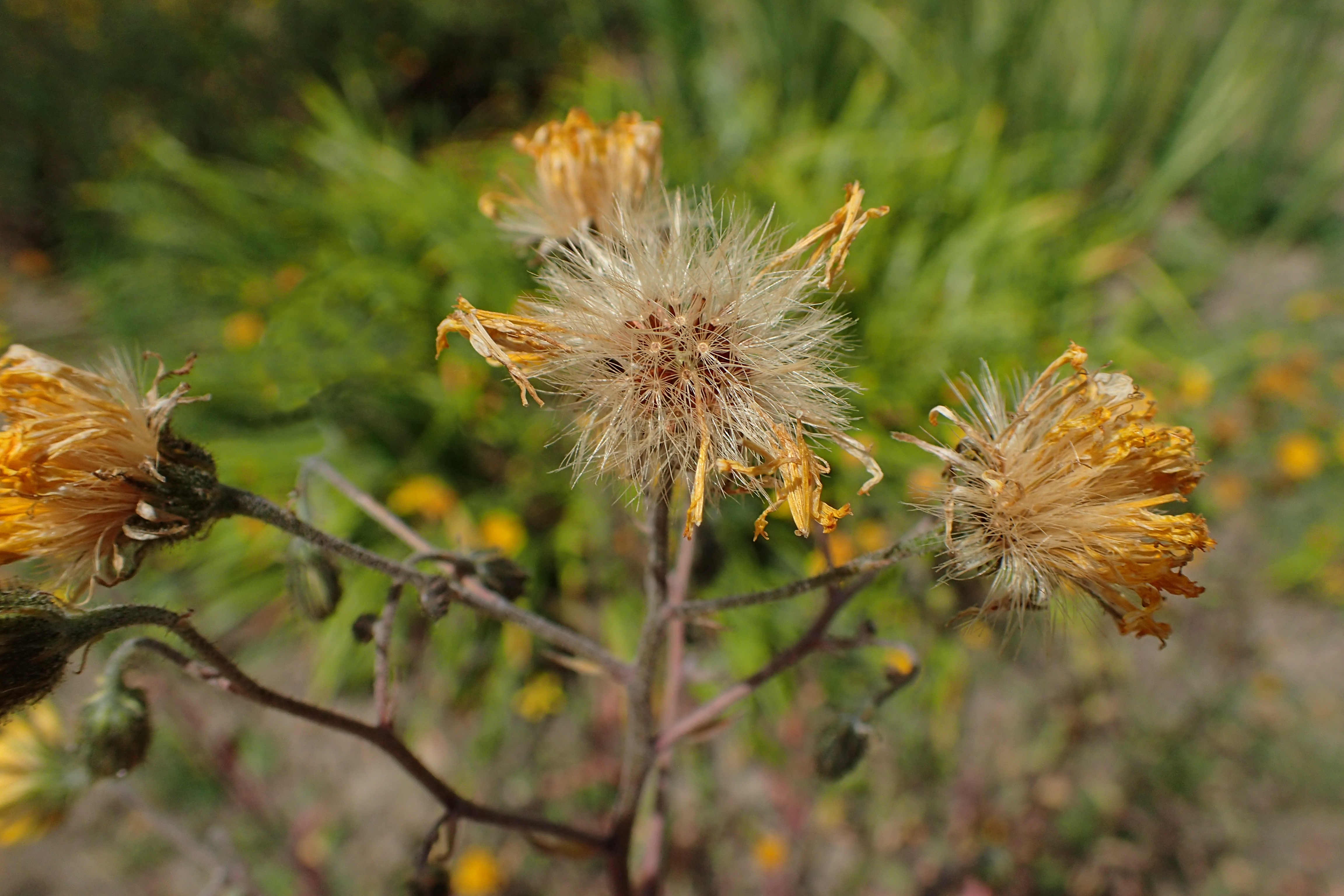
I frutti

Habitus. La forma biologica prevalente è emicriptofita scaposa (H scap), ossia in generale sono piante erbacee (e aromatiche), a ciclo biologico perenne, con gemme svernanti al livello del suolo e protette dalla lettiera o dalla neve, inoltre spesso hanno l'asse fiorale eretto e privo di foglie (piante scapose), oppure le foglie basali sono assenti alla fioritura. Le specie di questo gruppo sono piante di tipo afillopode (raramente hypofillopode). Queste piante sono anche provviste di lattice (i vasi latticiferi sono anastomizzati), ma sono prive di stoloni.
Radici. Le radici sono secondarie da rizoma.
Fusto. La parte aerea del fusto è eretta o ascendente, flessuosa ma anche legnosa alla base, con ramosità più o meno copiosa. La superficie può essere sia glabra che pelosa; la colorazione è verde-chiaro o verde-glauco (in basso può essere rosso-violaceo). Le piante di questa sezione possono raggiungere un'altezza massima di 5 - 10 dm (raramente raggiungono i 12 dm). La parte sotterranea spesso è un fittone.
Foglie. Le foglie sono solamente cauline (da 15 a 30) disposte in modo alternato e uniforme. La lamina è intera (con bordi da denticolati a dentati) con forme da strette-lanceolate a largamente ovate-oblunghe; la consistenza è papiracea più o meno carnosa; la colorazione è verde-chiaro, verde-scuro o verde-glauco e lucide. I bordi possono essere continui o variamente dentati (anche profondamente, ma raramente sono lobati). La superficie può essere glabra o variamente pubescente. Le foglie inferiori sono distintamente picciolate (la lamina confluisce nel picciolo) e all'antesi spesso sono necrosate; le medie sono pandurate e semi-amplessicauli fino a amplessicauli-auricolate. Le superiori sono strettamente ovate e semi-amplessicauili. I piccioli, con densi peli ghiandolari, sono sempre ben visibili.
Infiorescenza. La sinflorescenza è del tipo lassamente-paniculata con 7 - 15 rami e diversi capolini (in totale da 10 a 25). L'acladio è di 0,8 - 2,5 cm. Le infiorescenze vere e proprie (il capolino - da sottile fino a ingrossato) sono formate da un peduncolo che sorregge un involucro composto da diverse brattee (o squame) disposte su 2 serie in modo embricato, all'interno delle quali un ricettacolo fa da base ai fiori tutti ligulati. L'involucro ha delle forme da ovoidi fino a cilindrico-ellissoidi. Le brattee si dividono in esterne e interne; sono colorate di verde-scuro (quasi nerastro) o olivastro (soprattutto ai margini); sono appressate con forme strettamente lanceolate e apice ottuso. Il ricettacolo è nudo, ossia senza pagliette a protezione della base dei fiori, e alveolato (il margine degli alveoli è brevemente dentato). Gli involucri, con densi peli ghiandolari, sono sempre ben visibili. Dimensione dell'involucro: 9 – 11 mm.
Fiori. I fiori (da 6 a 150) sono tutti del tipo ligulato, tetra-ciclici (ossia sono presenti 4 verticilli: calice – corolla – androceo – gineceo) e pentameri (ogni verticillo ha 5 elementi). I fiori sono inoltre ermafroditi e zigomorfi. In alcuni casi i fiori femminili sono "stilosi".
- Formula fiorale:

*/x K {\displaystyle \infty }, [C (5), A (5)], G 2 (infero), achenio
- Calice: i sepali del calice sono ridotti ad una coroncina di squame.
- Corolla: le corolle sono formate da un tubo e da una ligula terminante con 5 denti; il colore è giallo o giallo saturo. Le ligule sono lunghe oltre l'involucro e spesso sono cigliate.
- Androceo: gli stami sono 5 con filamenti liberi, mentre le antere sono saldate in un manicotto (o tubo) circondante lo stilo.[15] Le antere alla base sono acute. Il polline è tricolporato.[16]
- Gineceo: lo stilo è giallo (o più o meno scuro), è filiforme e peloso sul lato inferiore; gli stigmi dello stilo sono due divergenti. L'ovario è infero uniloculare formato da 2 carpelli. La superficie stigmatica è posizionata internamente (vicino alla base).[17]
- Antesi: da luglio ad agosto.

Frutti. I frutti sono degli acheni con pappo. Gli acheni con colorazioni da paglierino a castano o grigio chiaro, a forma colonnare-obconica (o più o meno cilindrica) sono ristretti alla base (e ingrossati all'apice), mentre la superficie (liscia o appena rugosa) è provvista di 8 - 10 coste che nella parte apicale confluiscono in un orlo anulare. Il pappo è formato 20 a 80 setole biancastre (o giallastre) semplici disposte su due serie (quelle interne sono più lunghe e più rigide, quelle esterne sono fragili). Dimensione degli acheni: 2,7 - 3,5 mm.

## Biologia
Impollinazione: l'impollinazione avviene tramite insetti (impollinazione entomogama tramite farfalle diurne e notturne).

Riproduzione: la fecondazione avviene fondamentalmente tramite l'impollinazione dei fiori (vedi sopra).

Dispersione: i semi (gli acheni) cadendo a terra sono successivamente dispersi soprattutto da insetti tipo formiche (disseminazione mirmecoria). In questo tipo di piante avviene anche un altro tipo di dispersione: zoocoria. Infatti gli uncini delle brattee dell'involucro (se presenti) si agganciano ai peli degli animali di passaggio disperdendo così anche su lunghe distanze i semi della pianta.

## Distribuzione e habitat

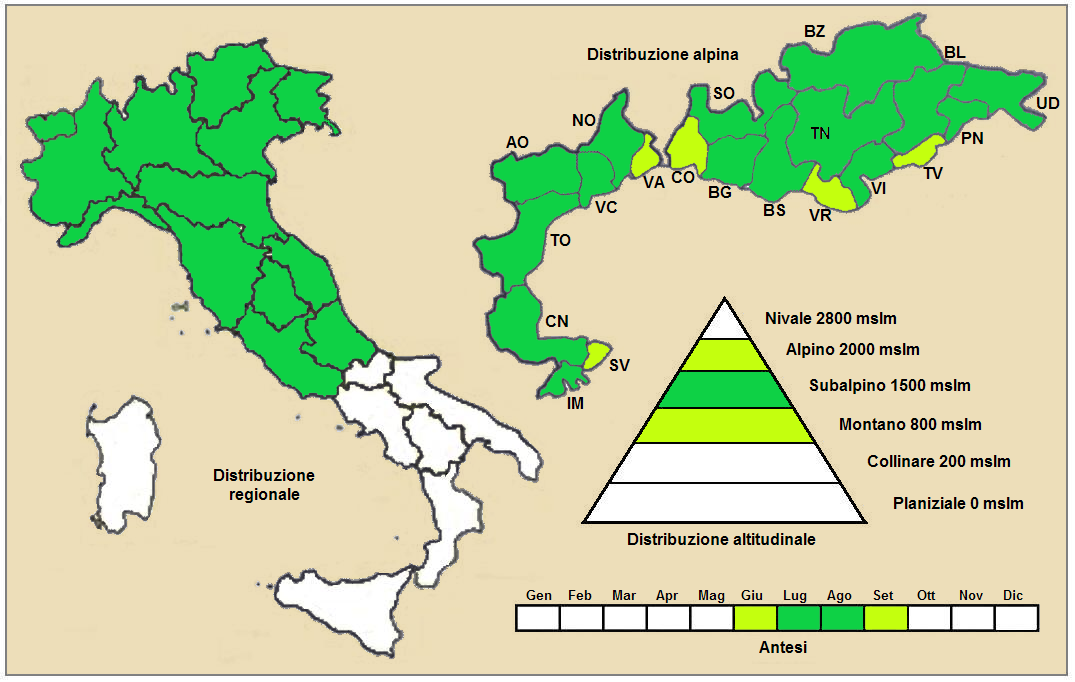
Distribuzione della pianta (Distribuzione regionale – Distribuzione alpina)

Geoelemento: il tipo corologico (area di origine) è Eurasiatico.
Distribuzione: in Italia questa specie si trova comunemente nelle Alpi; più rare negli Appennini. Fuori dall'Italia, sempre nelle Alpi, questa specie si trova in Francia, Svizzera, Austria e Slovenia. Sugli altri rilievi collegati alle Alpi è presente nella Foresta Nera, Monti Vosgi, Massiccio del Giura, Massiccio Centrale, Pirenei, Alpi Dinariche, Monti Balcani e Carpazi.
Habitat: l'habitat preferito per queste piante sono le boscaglie, le radure, le schiarite e i cespuglieti. Il substrato preferito è calcareo ma anche siliceo con pH neutro, alti valori nutrizionali del terreno che deve essere mediamente umido.
Distribuzione altitudinale: sui rilievi alpini, in Italia, queste piante si possono trovare a quote comprese tra 1.000 e 2.000 m s.l.m.; nelle Alpi frequentano quindi i seguenti piani vegetazionali: subalpino e in parte quello montano e alpino.

### Fitosociologia
Dal punto di vista fitosociologico alpino Hieracium prenanthoides appartiene alla seguente comunità vegetale:
Formazione: delle comunità delle macro- e megaforbie terrestri
Classe: Mulgedio-Aconitetea
Ordine: Calamagrostietalia villosae

## Tassonomia
La famiglia di appartenenza di questa voce (Asteraceae o Compositae, nomen conservandum) probabilmente originaria del Sud America, è la più numerosa del mondo vegetale, comprende oltre 23.000 specie distribuite su 1.535 generi, oppure 22.750 specie e 1.530 generi secondo altre fonti (una delle checklist più aggiornata elenca fino a 1.679 generi). La famiglia attualmente (2021) è divisa in 16 sottofamiglie.

### Filogenesi
Il genere di questa voce appartiene alla sottotribù Hieraciinae della tribù Cichorieae (unica tribù della sottofamiglia Cichorioideae). In base ai dati filogenetici la sottofamiglia Cichorioideae è il terz'ultimo gruppo che si è separato dal nucleo delle Asteraceae (gli ultimi due sono Corymbioideae e Asteroideae). La sottotribù Hieraciinae fa parte del "quinto" clade della tribù; in questo clade è posizionata alla base ed è "sorella" al resto del gruppo comprendente, tra le altre, le sottotribù Microseridinae e Cichoriinae. Il genere  Hieracium (insieme al genere Pilosella) costituisce il nucleo principale della sottotribù Hieraciinae e formano (insieme ad altri generi minori) un "gruppo fratello" posizionato nel "core" delle Hieraciinae.
Il genere Hieracium è un genere estremamente polimorfo con maggioranza di specie apomittiche. Di questo genere sono descritte circa 1000 specie sessuali e oltre 3000 specie apomittiche, delle quali circa 250 e più sono presenti nella flora spontanea italiana. Alcuni taxon collegati alle varie specie del genere sono sottospecie, altri sono considerati aggregati (o inclusi), e altri ancora sono considerati "intermediari" (o impropriamente ibridi in quanto queste specie essendo apomittiche non si incrociano e quindi non danno prole feconda) con altre specie. A causa di ciò si pongono dei problemi di sistematica quasi insolubili e per avere uno sguardo d'insieme su questa grande variabilità può essere necessario assumere un diverso concetto di specie. Qui in particolare viene seguita la suddivisione del materiale botanico in sezioni così come sono elencate nell'ultima versione della "Flora d'Italia".
La specie di questa voce è descritta all'interno della sezione XXXVI Prenanthoidea. Questa sezione si discosta dalle altre sezioni e presenta uno sviluppo indipendente con distribuzione disgiunta dall'Europa all'Asia centrale. I caratteri distintivi per le specie di questa sezione sono:
- le specie di questo gruppo sono piante di tipo afillopode (raramente hypofillopode);
- le foglie basali sono distintamente picciolate;
- le foglie cauline sono numerose (da 15 a 30); quelle inferiori all'antesi spesso sono necrosate; le medie sono pandurate e semi-amplessicauli fino a amplessicauli-auricolate;
- i piccioli e gli involucri, con densi peli ghiandolari, sono sempre ben visibili;
- gli acheni hanno delle dimensioni tra 3 e 4,5 mm e una colorazione da paglierina a castana;
- la fioritura è avanzata fino all'autunno.

L'indumentum è uno degli elementi più importanti per distinguere le varie specie.  H. prenanthoides  è caratterizzata dalla seguente pubescenza:
| Tipo peli        | Caule | Foglie                                                  | Peduncoli dei capolini                                                                     | Brattee involucrali |
| ---------------- | --- | ------------------------------------------------------- | ------------------------------------------------------------------------------------------ | ------------------- |
| Peli semplici    | Dal basso verso l'alto: da assenti a sparsi, lunghi 1 – 2 mm, molli, bianchi e denticolati                           | Assenti o sparsi sui margini                            | Sparsi (con base nerastra)                                                                 | Da sparsi a assenti |
| Peli ghiandolari | Assenti (in basso), sparsi o densi (in alto), lunghi 0,1 - 0,2, il peduncolo è giallastro e le ghiandole sono gialle | Assenti / sparsi                                        | Densi e abbondanti, lunghi 0,2 - 0,8 mm, bianchi, grigi o neri con ghiandole gialle o nere | Densi               |
| Peli stellati    | Assenti (in basso), sparsi (in alto)                                                                                 | Assenti o presenti solamente lungo le nervature dorsali | Densi                                                                                      | Sparsi              |

Il numero cromosomico della specie di questa voce è: 2n = 18, 27 e 36 (specie diploidi, triploidi, tetraploidi e pentaploidi).

### Sottospecie
Per questa specie sono riconosciute 32 sottospecie, alcune presenti nella flora spontanea italiana.
- Hieracium prenanthoides subsp. alessicum  Besse & Zahn, 1906 - Distribuzione: Svizzera
- Hieracium prenanthoides subsp. brittatense (Üksip) Greuter, 2007 - Distribuzione: Transcaucasia
- Hieracium prenanthoides subsp. bupleurifolioides  Zahn, 1906 - Distribuzione: Italia (Alpi occidentali), Europa centrale fino alla Transcaucasia
- Hieracium prenanthoides subsp. bupleurifolium (Tausch) Zahn, 1921 - Distribuzione: Europa centrale, del Nord e Transcaucasia
- Hieracium prenanthoides subsp. buschianum (Üksip) Greuter, 2007 - Distribuzione: Transcaucasia
- Hieracium prenanthoides subsp. cinereiceps (Zahn) Zahn, 1906 - Distribuzione: Italia (Piemonte), Francia, Svizzera e Austria
- Hieracium prenanthoides subsp. constrictum (Arv.-Touv.) Zahn, 1921 - Distribuzione: Italia (Valle d'Aosta), Francia e Svizzera
- Hieracium prenanthoides subsp. costae  Zahn ex Gottschl., 2011 - Distribuzione: Italia (Veneto)
- Hieracium prenanthoides subsp. cynanchoides (Arv.-Touv. et Gaut.) Zahn - Distribuzione: Italia (Alpi occidentali)
- Hieracium prenanthoides subsp. divaricatulum  Zahn, 1921 - Distribuzione: Francia
- Hieracium prenanthoides subsp. ephemeridifolium (Arv.-Touv.) Zahn, 1921 - Distribuzione: Pirenei
- Hieracium prenanthoides subsp. eurylophum (Omang) Zahn, 1921 - Distribuzione: Norvegia
- Hieracium prenanthoides subsp. hypoglaucum  Litv. & Zahn, 1907 - Distribuzione: Anatolia e Transcaucasia
- Hieracium prenanthoides subsp. jaquetianum (Zahn) Zahn, 1905 - Distribuzione: Italia (Alpi occidentali), Francia e Svizzera
- Hieracium prenanthoides subsp. juvonis (Murr.) Zahn - Distribuzione: Italia (Trentino Alto Agdige)
- Hieracium prenanthoides subsp. lanceolatum (Vill.) Zahn, 1901 - Distribuzione: Italia (Alpi e Marche), Europa occidentale fino all'Anatolia e Transcaucasia
- Hieracium prenanthoides subsp. lissocorium Furrer et Zahn - Distribuzione: Italia (Abruzzo)
- Hieracium prenanthoides subsp. loriense (Üksip) Greuter, 2007 - Distribuzione: Transcaucasia
- Hieracium prenanthoides subsp. melanotrichum (Reut.) Zahn, 1901 - Distribuzione: Francia
- Hieracium prenanthoides subsp. parvifolium (R.Uechtr.) Zahn, 1901 - Distribuzione: Europa centrale
- Hieracium prenanthoides subsp. perfoliatum (Froel.) Fr. - Distribuzione: Italia (Alpi occidentali e Appennini)
- Hieracium prenanthoides subsp. praeruptorum  Nyman, 1989 - Distribuzione: Italia (Trentino Alto Agdige e Marche), Francia, Svizzera, Austria e Germania
- Hieracium prenanthoides subsp. prenanthoides - Distribuzione: Italia (Alpi occidentali e Appennini) e Francia
- Hieracium prenanthoides subsp. pseudoprenanthes (J.Serres) Zahn, 1921 - Distribuzione: Francia
- Hieracium prenanthoides subsp. pyense  Zahn, 1921 - Distribuzione: Francia
- Hieracium prenanthoides subsp. salicarium (Arv.-Touv.) Zahn, 1923 - Distribuzione: Spagna
- Hieracium prenanthoides subsp. strictissimum (Froel.) Zahn, 1905 - Distribuzione:  Italia (Alpi), Europa fino all'Anatolia e Transcaucasia
- Hieracium prenanthoides subsp. stupposifolium  Gottschl., 2009 - Distribuzione: Italia (Abruzzo)
- Hieracium prenanthoides subsp. subelatifolium  Zahn, 1916 - Distribuzione: Italia (Piemonte) e Francia
- Hieracium prenanthoides subsp. transalpinum (Arv.-Touv.) Zahn - Distribuzione: Italia (Valle d'Aosta)
- Hieracium prenanthoides subsp. valdegriseum Zahn - Distribuzione: Italia (Piemonte)
- Hieracium prenanthoides subsp. violascens (Borbás) Zahn - Distribuzione: Penisola Balcanica

### Specie secondarie e incluse

#### Specie secondarie
Le seguenti specie, della flora spontanea italiana, sono collegate alla specie di questa voce:
| Specie                                        | Caratteri                                                               | Habitat                               | Distribuzione italiana | Sottospecie                        |
| --------------------------------------------- | ----------------------------------------------------------------------- | ------------------------------------- | ---------------------- | ---------------------------------- |
| Hieracium entleutneri Zahn ex Gottschl., 2017 | Più simile alla specie H. prenanthoides che alla specie H. intybaceum   | Pascoli alpini, peccete con alte erbe | Dolomiti - Rara        |                                    |
| Hieracium pseudostenoplecum Zahn,1901         | Tra la specie H. jurassicum e la specie H. picroides                    | Pascoli alpini, peccete con alte erbe | Dolomiti - Molto rara  | Una sottospecie presente in Italia |
| Hieracium isatifolium Arv.-Touv., 1873        | Più simile alla specie H. prenanthoides che alla specie H. bupleuroides | Alte erbe                             | Piemonte - Molto rara  |                                    |

#### Specie incluse
Le seguenti 15 specie sono "incluse" nel gruppo del Hieracium prenanthoides:
- Hieracium aepymetes Omang
- Hieracium albocostatum  (Norrl.) Üksip
- Hieracium araeopum  Omang
- Hieracium charactophyllum  Omang
- Hieracium furvescens  (Dahlst.) Omang
- Hieracium karelorum  (Norrl.) Norrl.
- Hieracium polyphaeum  Omang
- Hieracium praelineatum  Omang
- Hieracium praelongum  Lindeb.
- Hieracium pretiosum  Wiinst.
- Hieracium pseuderectum  Schljakov
- Hieracium subelatiforme  Omang
- Hieracium subelatum  Dahlst.
- Hieracium thulense  Dahlst.